# نصف دولار لجسر خليج سان فرانسيسكو-أوكلاند
نصف دولار لجسر خليج سان فرانسيسكو-أوكلاند أو نصف دولار لجسر الخليج هو قطعة تذكارية بقيمة خمسين سنتًا سُك بواسطة مكتب سك العملة الأمريكي في عام 1936. هذه البطاقة واحدة من العديد من البطاقات التذكارية التي صدرت في ذلك العام، صممها جاك شنير تكريماً لافتتاح جسر الخليج في نوفمبر/تشرين الثاني من ذلك العام. يصور أحد جانبي العملة دبًا رماديًا، وهو رمز لولاية كاليفورنيا، بينما يُظهر الجانب الآخر جسر خليج سان فرانسيسكو-أوكلاند، مع مبنى العبارات في المقدمة.
نظر الكونغرس عام 1936،في مشاريع قوانين متنافسة: أحدهما للاحتفال باستكمال بناء جسر الخليج في ذلك العام، والآخر لتكريم كل من الجسر وجسر البوابة الذهبية، الذي كان أيضًا قيد الإنشاء. كان مشروع القانون الذي يخلد ذكرى جسر الخليج ناجحًا، ومرر كقانون بتوقيع الرئيس فرانكلين د. روزفلت. بعد بعض المناقشات التي شاركت فيها لجنة الفنون الجميلة، التي تُراجع تصميمات العملات المعدنية، وافق على نماذج شنير وسُكت العملات المعدنية في دار سك العملة في سان فرانسيسكو.
بيع ما يزيد قليلاً عن 70 ألف قطعة نقدية من أصل 100 ألف قطعة نقدية سُكت ووزعت، عن طريق البريد، وشخصيًا،- مما يجعلها أول عملة تذكارية تباع في خدمة السيارات- من أكشاك عند مداخل جسر الخليج. سُحبت العملات المعدنية من البيع في فبراير/شباط 1937، وارجع الباقي غير المباع إلى دار سك العملة للاسترداد والصهر. يتراوح سعر نصف دولار لجسر في الكتالوجات بين مئات الدولارات، اعتمادًا على الحالة.

## خلفية
عندما افتُتح جسر خليج سان فرانسيسكو-أوكلاند في عام 1936، سمح لسائقي السيارات، لأول مرة، بالقيادة بسرعة وسهولة بين سان فرانسيسكو وأوكلاند. تعمل العبارات عبر خليج سان فرانسيسكو منذ عام 1851، لكن بناء الجسر أكثر ملاءمة لسائقي السيارات. كانت السياسة، الهندسة، والتمويل عرقلت المقترحات السابقة التي يعود تاريخها إلى عام 1870؛ ويعتقد البعض أن الرياح والتيارات في الخليج، والافتقار إلى الأساس الصخري للبناء عليه، من الأسباب التي جعلت بناء مثل هذا الجسر مستحيلاً، خاصة أنه كان لابد أن يمتد لمسافة 8 ميل (13 كـم). ولم يكن الأمر كذلك حتى عام1930، عندما وافقت مؤسسة تمويل إعادة الإعمار، بدعم من الرئيس هربرت هوفر، وهو من كاليفورنيا، على شراء سندات بناء مدعومة برسوم مستقبلية لما سيكون أكبر وأغلى جسر في ذلك الوقت.
في عام 1936، ارتفعت قيمة سوق العملات التذكارية الأمريكية بسبب الإصدارات قليلة العدد. حتى عام 1954، كانت الحكومة تبيع كامل سك هذه الإصدارات بالقيمة الاسمية لمجموعة مرخصة من قِبل الكونغرس، حاولت بعد ذلك بيع العملات المعدنية لتحقيق ربح للجمهور. وبعد ذلك، وصلت القطع الجديدة إلى السوق الثانوية، وفي أوائل عام 1936، بيعت جميع القطع التذكارية السابقة بسعر أعلى من أسعار إصدارها. جذبت الأرباح الواضحة السهلة التي يمكن تحقيقها من خلال شراء وحمل العملات التذكارية العديد من الأشخاص إلى هواية جمع العملات المعدنية، حيث سعوا إلى شراء الإصدارات الجديدة. في عام 1936، أذن الكونغرس بإصدار عدد هائل من العملات التذكارية؛ وصدرت خمسة عشر عملة تذكارية غير مسبوقة. كانت إحدى العملات المعدنية التي اعتمدت واصدرت في عام 1936 هي نصف دولار مركز سينسيناتي الموسيقي، والتي كان يسيطر عليها ويستفيد منها توماس جي ميليش- صدرت للاحتفال بذكرى غير موجودة. بالإضافة إلى ذلك، بناءً على طلب المجموعات المخولة بشرائها، انتج العديد من العملات المعدنية التي سُكت في السنوات السابقة مرة أخرى، والتي يعود تاريخها إلى عام 1936، ومن بينها نصف دولار تذكاري لمسار أوريغون، والذي سك لأول مرة في عام 1926.
بحلول منتصف عام 1936، استجاب الكونغرس لهذه الممارسات، مضيفًا الحماية إلى أوراق النقد التذكارية مثل شرط أن تُسك جميع العملات المعدنية في دار سك واحدة، بدلاً من الثلاث التي كانت تعمل في ذلك الوقت كما كان الحال مع الإصدارات السابقة (كان استخدام علامات دار السك من شأنه أن يجبر هواة جمع العملات على شراء ثلاث عملات متطابقة تقريبًا للحصول على مجموعة كاملة). كان هذا الحكم موجودًا في مشروع القانون الذي يجيز نصف دولار جسر الخليج، والذي اشترط أيضًا استخدام الأموال الناتجة للاحتفال. على عكس العديد من العملات التذكارية المبكرة، والتي سُكت للاحتفال بذكرى سنوية، سُك نصف دولار جسر خليج سان فرانسيسكو-أوكلاند، مثل العملات التذكارية لبنما-المحيط الهادئ، للاحتفال بإنجاز هندسي في الوقت الحاضر.

## تشريع

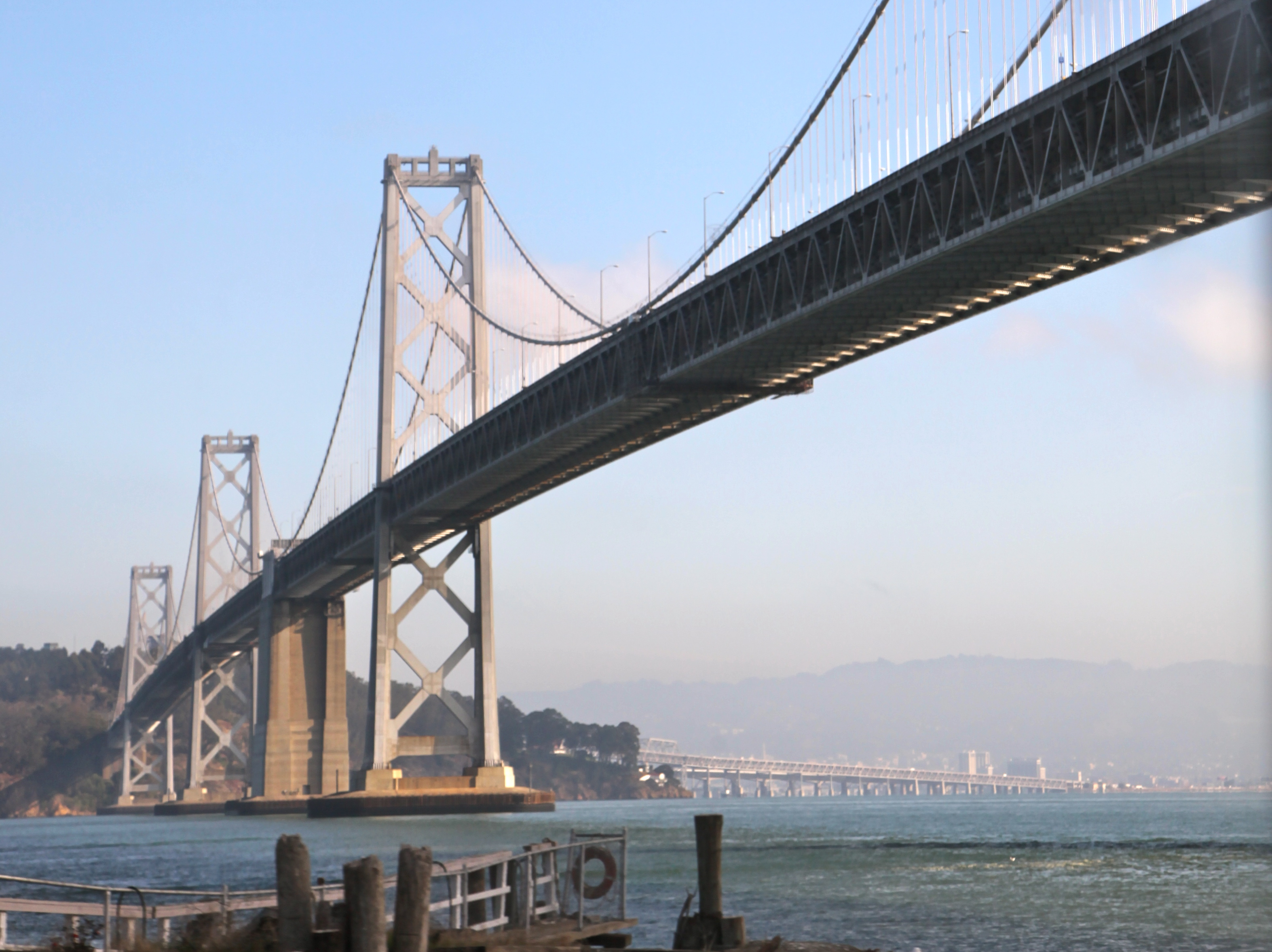
جسر الخليج، مع جزيرة يربا بوينا المعروضة

في 10 أبريل/نيسان 1936، قدم هيرام جونسون من كاليفورنيا مشروع قانون لإصدار نصف دولار تذكاري تكريماً لافتتاح جسر الخليج إلى مجلس الشيوخ الأمريكي. باستثناء إحالة مشروع القانون إلى لجنة المصارف والعملة، لم يتخذ مجلس الشيوخ أي إجراء بشأن مشروع القانون في ذلك اليوم؛ كان مشغولاً بمحاكمة القاضي الفيدرالي هالستيد إل. ريتر من فلوريدا. أصدرت لجنة المصارف تقريرا بشأن مشروع القانون بتوصية إيجابية، اقترحت فيه زيادة الحد الأدنى لعدد العملات المعدنية التي يمكن سحبها في أي وقت من 5 آلاف إلى 25 ألف عملة. ناقش مجلس الشيوخ ستة مشاريع قوانين لعملات تذكارية على التوالي في الأول من يونيو/حزيران 1936. أربعة مشاريع قوانين، بما في ذلك مشروع قانون جسر الخليج، مُررت دون أي مناقشة؛ وتأجيل اثنين منها إلى وقت لاحق.
قُدم مشروع قانون لعملة تذكارية تكريماً لافتتاح الجسور الجديدة في منطقة خليج سان فرانسيسكو (بما في ذلك جسر البوابة الذهبية) إلى مجلس النواب من قِبل ألبرت إي كارتر من كاليفورنيا في 21 أبريل/نيسان 1936. وأُحيل إلى لجنة العملات، الأوزان، والمقاييس. أبلغ جون كوتشران من ولاية ميسوري عن مشروع القانون هذا في 23 أبريل/نيسان، مع توصية بإقراره؛ ثم أحضر مشروع القانون إلى مجلس النواب في 27 مايو/أيار 1936. أشار روبرت ف. ريتش من ولاية بنسلفانيا، وهو جمهوري، إلى أن هذا كان بمثابة ورقة العملة 35 التي ظهرت في ذلك العام واقترح أن "نضع على أحد جانبي هذه العملة وجه السيد فارلي، عضو اللجنة الوطنية الديمقراطية؛ ثم نقلب العملة ونضع على الجانب الآخر منها وجه السيد فارلي، عضو لجنة مدينة نيويورك؛ ثم عندما تطرح العملات، سيكون لديك دائمًا وجه فارلي". ومع ذلك، لم يعترض ريتش، وأقر مجلس النواب مشروع القانون دون مزيد من المناقشة.
في 18 يونيو/حزيران، أبلغ كوشران مجلس النواب أن كل هيئة أقرت مشروع قانون مختلفًا لاحتفالات جسر كاليفورنيا وطلب النظر في مشروع القانون المقدم إلى مجلس الشيوخ. ومُرر دون مناقشة، ووضع مشروع القانون على الطاولة. أصبح مشروع قانون مجلس الشيوخ الذي يقضي بتخصيص 200 ألف نصف دولار تذكاري تكريماً لافتتاح جسر الخليج قانوناً بتوقيع الرئيس فرانكلين د. روزفلت في 26 يونيو 1936. قُدم مشروع قانون منفصل لعملة معدنية تكريمًا لبناء جسر البوابة الذهبية، لكنه فشل في المرور.

## تحضير

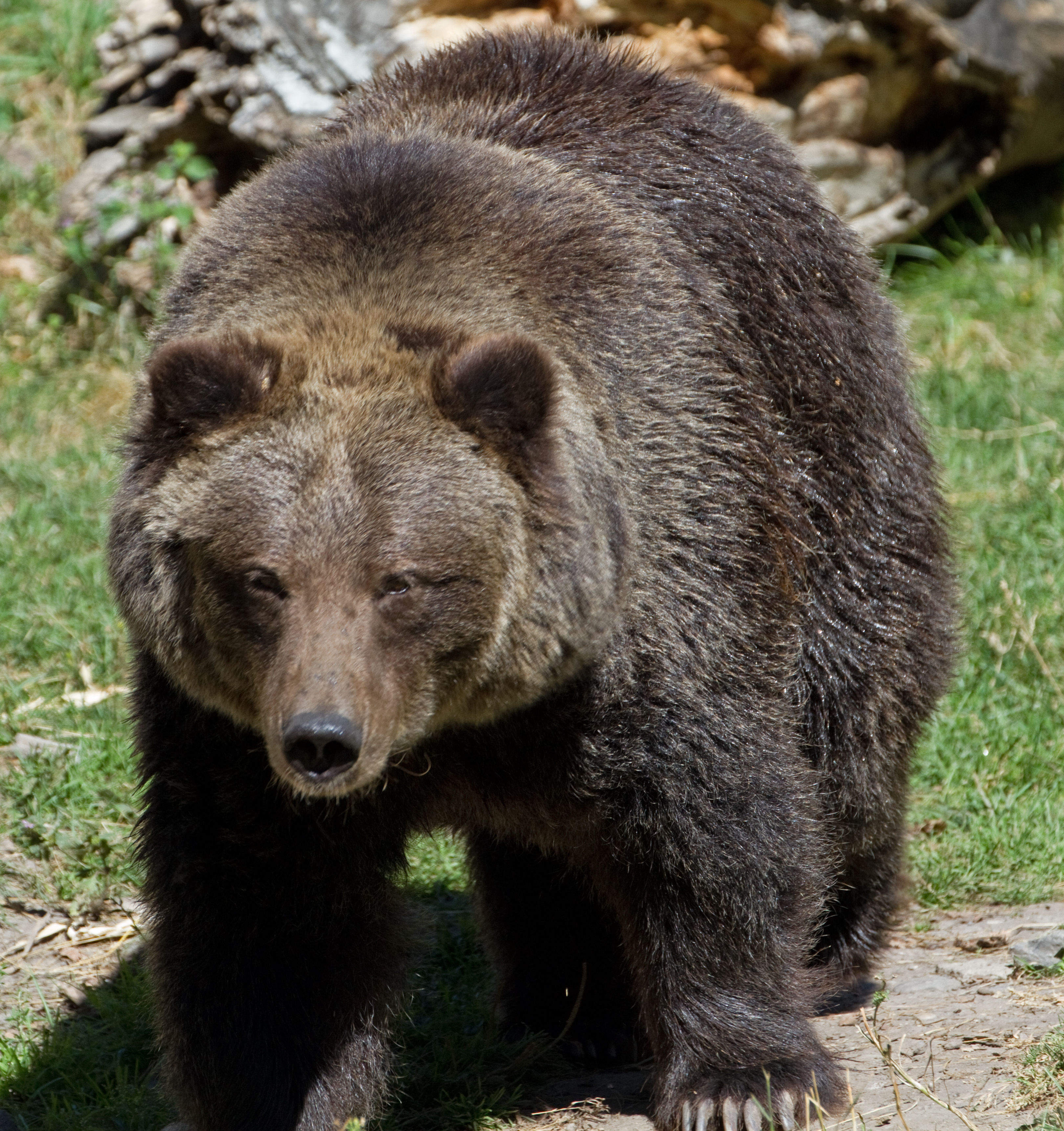
الدب الرمادي

وفقًا لمؤلف علم العملات دون تاكساي، لا بد أن الاستعدادات للعملة المعدنية بدأت بعد وقت قصير من توقيع الترخيص، ففي 20 يوليو/تموز 1936، كتب فرانك ر. هافينر، رئيس لجنة احتفالات مواطني سان فرانسيسكو، إلى مساعدة مدير دار سك العملة ماري م. أوريلي. وكان لدى هافينر بعض الأسئلة الإجرائية، وأرسل معلومات عن الفنان المختار للعملة، وهو جاك شنير، وأرفق صورًا للتصميم المختار. أُرسلت إلى لجنة الفنون الجميلة (CFA)، المسؤولة بموجب أمر تنفيذي صدر عام 1921 من قِبل الرئيس وارن جي هاردينج لتقديم آراء استشارية بشأن الأعمال الفنية العامة، بما في ذلك العملات المعدنية. في 31 يوليو، كتب رئيس CFA، تشارلز مور، إلى هافينر ينقل إليه اقتراح عضو CFA النحات، لي لوري، بتكبير حجم الحروف في التصميم.
بعد الانتهاء من صنع نماذج الجبس المطلوبة للعملة المقترحة، اجتمعت لجنة المتاحف المركزية في 15 سبتمبر/أيلول للنظر في صورها. أرسل مور رسالة إلى أوريلي، موضحًا أن أنف الدب لا يشبه أنف الدب الرمادي، وزود شنيير بصور لاستخدامها في مراجعته. في التصميمات الأصلية، كانت الشعارات E PLURIBUS UNUM و IN GOD WE TRUST تحيط بالدب من اليسار واليمين: ولم يعجب أحد أعضاء CFA، جون م. هاولز، بوضع الأخير. تلت ذلك مراسلات بين الأطراف المختلفة، لأنه لم يكن من المؤكد إلى أين يمكن نقلها. في النهاية، أرسل هافينر برقية إلى دار سك العملة مشيرًا إلى أن بعض العملات التذكارية السابقة استبعدت إما عبارة E PLURIBUS UNUM أو LIBERTY، واقترح حذف عبارة E PLURIBUS UNUM ونقل عبارة IN GOD WE TRUST إلى يسار الدب في مكانها. قَبل أوريلي هذا الأمر؛ عدل شنيير تصميماته، وسرعان ما تبع ذلك موافقة من هيئة مراقبة الموانئ ووزارة الخزانة. قُلص نماذج شنير إلى محاور بحجم العُملات المعدنية بواسطة شركة ميداليك آرت في نيويورك.

## تصميم
وفقًا لكاتبي العملات أنتوني سوياتيك، ووالتر برين، "إن تحديد أي جانب يُسمى الوجه هو مسألة تخمين. نتبع تقاليد [أرلي] سلابوغ و[دون] تاكساي ونُدرج الجانب الذي يحمل الدب". كان هناك انتقاد لتصميم الدب الرمادي في وقت الإصدار، حيث قيل أن الدب المستخدم كنموذج كان مونارك الثاني، الذي عاش لمدة 26 عامًا في قفص في حديقة جولدن جيت، جادل المعترضون بأن مثل هذا الدب لم يكن رمزًا مناسبًا للحرية، الكلمة التي تظهر عند قدميه. يزعم ديفيد باورز، في مجلده عن النصب التذكاري، أن الدب كان مزيجًا من عدة حيوانات شاهدها شنير في حديقتي الحيوان في سان فرانسيسكو وأوكلاند. أشار تاكساي إلى أن الدب الرمادي يستخدم عادة من قِبل الفنانين لتمثيل كاليفورنيا، وأن عمل شنير كان "معالجة ناجحة بشكل غير عادي". إن النجوم الأربعة المرئية، واحد على يسار الحيوان وثلاثة على يمينه، تفتقر إلى المعنى الرمزي ولم تكن موجودة في الرسم الأصلي الذي رسمه شنير للوجه. علامة دار سك العملة S الخاصة بسان فرانسيسكو تحيط بالدب على اليسار، مع الأحرف الأولى من اسم الفنان JS على اليمين.

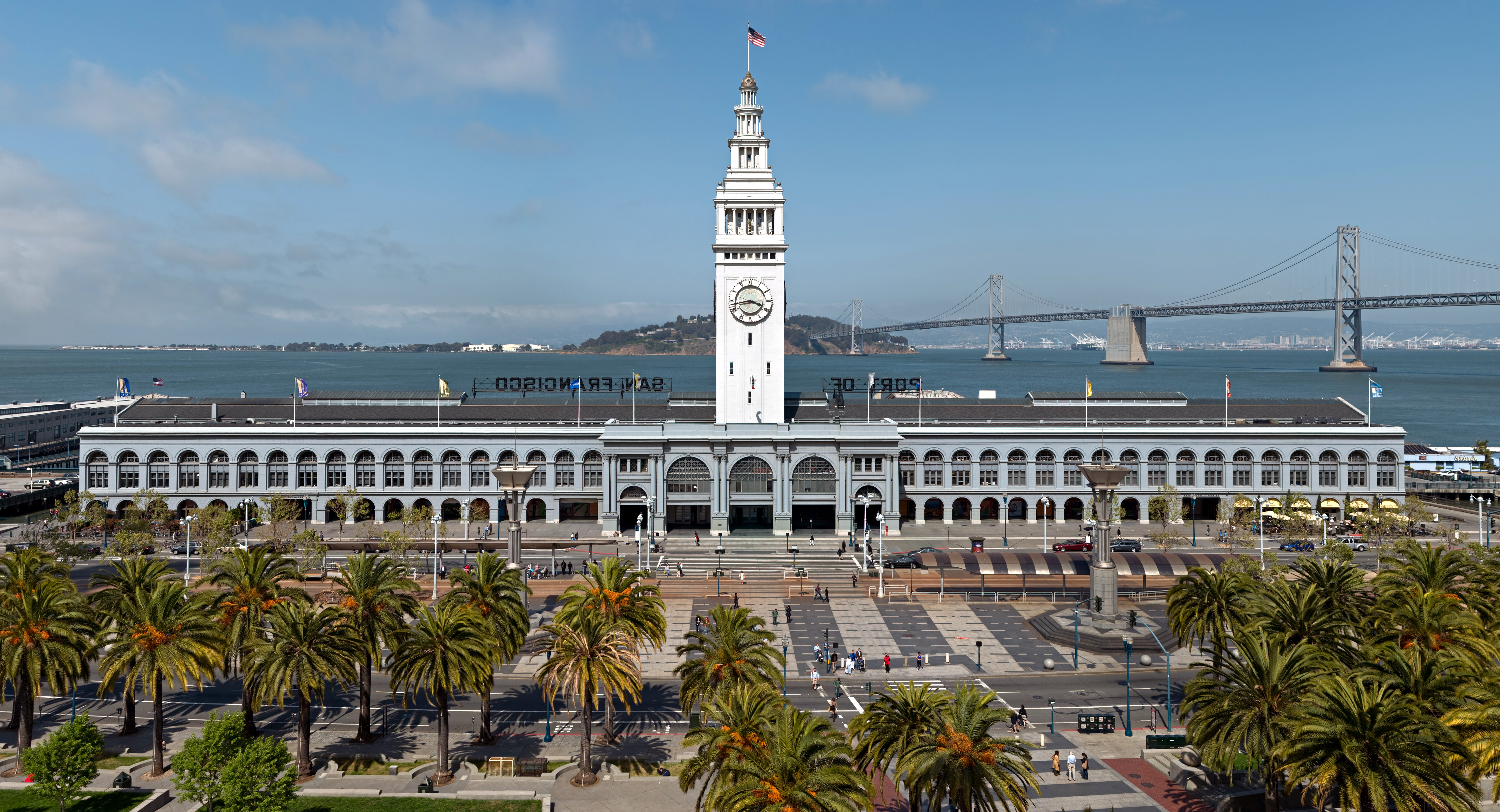
مبنى العبّارة، مع جسر الخليج في الخلفية

الوجه الآخر للعملة يصور الجسر كما نراه من جانب سان فرانسيسكو. يقع مبنى العبّارة على إمباركاديرو في المقدمة، مع جزيرة يربا بوينا في منتصف الخليج، مع ظهور تلال بيركلي في الخليج الشرقي في المسافة. تبحر عبارة وسفينة ركاب عبر الماء. جزيرة الكنز، المتصلة بيريبا بوينا، غير مرئية لأنها عبارة عن بناء اصطناعي لم يكتمل بعد. اسم الجسر وتاريخ ضربه يظهران في الصورة. إن تصميم هذا الجانب معقد، ولا توجد مناطق مسطحة تمامًا.
أشار عالم العملات ستيوارت موشر، في كتابه الصادر عام 1940 عن العملات التذكارية، إلى الجدل الدائر حول عملة مونارك الثانية وتشابه شكل الدب مع نصف دولار اليوبيل الماسي لولاية كاليفورنيا (1925)، على الرغم من أنه اعتبر الدب "ذو أهمية ثانوية مقارنة بتصميم الجسر". اعتبر مؤلف العملة أنتوني سوياتيك أنها "عملة جميلة". أشاد مؤرخ الفن كورنيليوس فيرمول بنصف دولار جسر الخليج في مجلده عن العملات والميداليات الأمريكية، مشيرًا إلى أنه لا يوجد نصف دولار تذكاري "يحاول تصوير الحيوانات أو المناظر الطبيعية على نطاق أوسع من عملة جاك شنير لجسر كاليفورنيا العملاق الجديد في عام 1936". صرح فيرمول "إن إغراء إظهار مناظر شاملة للموانئ على العملات المعدنية كان موجودًا منذ أن قام نيرون بتزيين سيسترتيوس بحوض روما في أوستيا[...]. إن المنظر الرائع الذي رسمه شنير من سان فرانسيسكو إلى بيركلي يشبه الجغرافيا الموجودة على العملات المعدنية والميداليات في القرن السادس عشر أو السابع عشر.[...]. لكونه جريئًا للغاية، فهو يستحق الثناء على الإثارة الجمالية التي يُولّدها ونجاحه الفني. الدب مزيج مؤثر من القوة الفروية والتعاطف مع الحيوانات، وخاصة الدببة.

## الإنتاج والتوزيع والتجميع

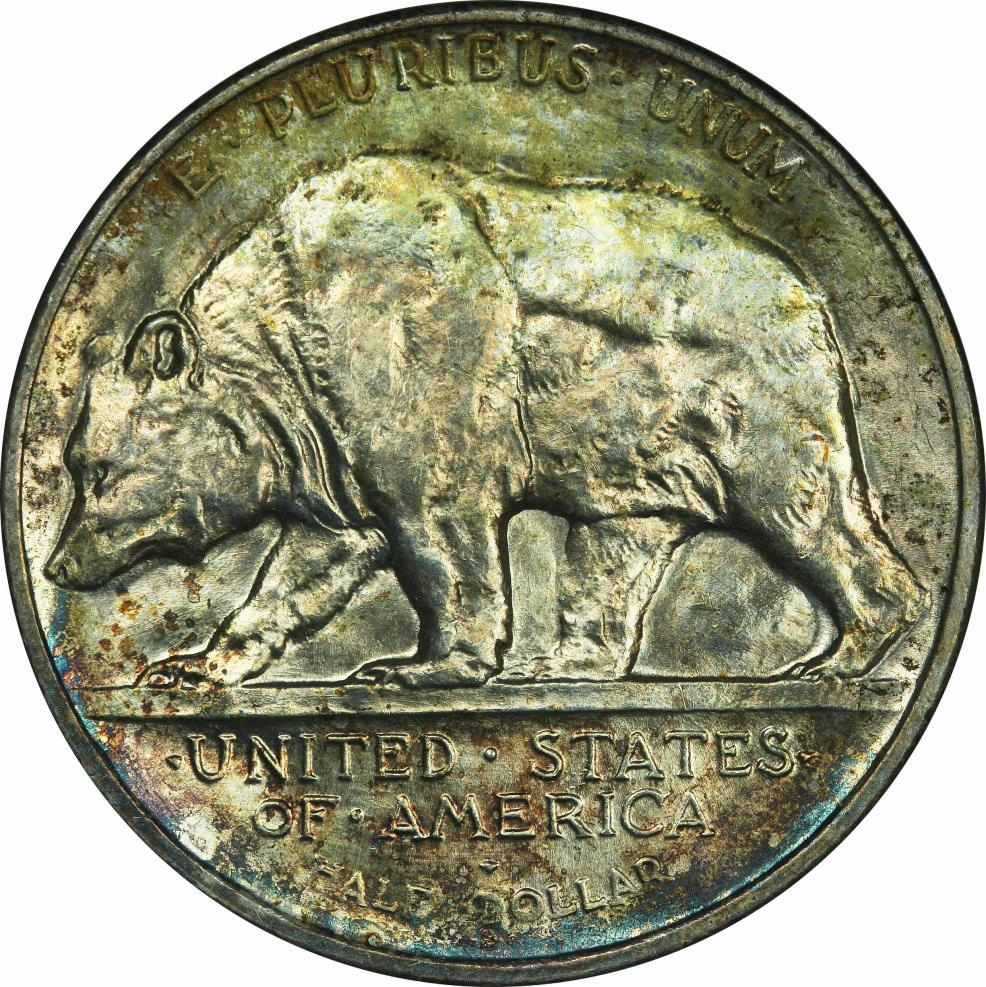
كما يصور نصف الدولار الذي يحمل توقيع جو مورا بمناسبة اليوبيل الماسي لولاية كاليفورنيا (1925) دبًا رماديًا.

سُك ما مجموعه 100,055 نصف دولار من باي بريدج في دار سك العملة في سان فرانسيسكو في نوفمبر/تشرين الثاني 1936، مع تخصيص 55 قطعة لنقلها إلى فيلادلفيا للفحص والاختبار في اجتماع لجنة التحليل في العام التالي. على الرغم من أنها لم تُسك بشكل مختلف عن بقية العملات المعدنية التي سُكت، إلا أن أول 200 عملة معدنية سُكت كانت مخصصة لأغراض العرض. ومن بين هذه العملات، بيع 22 قطعة لم تُقدم لاحقًا لهواة الجمع مع توثيق لتاريخ سكها المبكر. سُك نصف الكمية المصرح بها فقط من العملات والتي بلغت 200 ألف عملة؛ ورأى مؤلف علم العملات آرلي سلابوغ جونيور أن هذا القرار كان حكيماً، حيث أن هواة الجمع والمستثمرين الذين يسعون إلى الربح لم يكونوا ليفضلوا سك كمية أكبر من العملات. افتاح الجسر في 12 نوفمبر 1936 باحتفال استمر لمدة ثلاثة أيام ولكن العملات المعدنية وصلت متأخرة جدًا لذلك، طرحت للبيع بعد حوالي أسبوع. وزعت العملات المعدنية من قِبل مجموعة من البنوك المعروفة باسم جمعية مقاصة سان فرانسيسكو، أو يمكن شراؤها عن طريق البريد من مكاتب منظمي الاحتفالات في شارع ماركت مقابل 1.65 دولارًا لكل منها، مع خصم لعشر عملات أو أكثر. أنشأت أكشاك بالقرب من مداخل الجسر حيث يمكن لسائقي السيارات شراء العملة الجديدة مقابل 1.50 دولارًا دون الحاجة إلى مغادرة سياراتهم. وتذكر رواية أخرى أن العملة بيعت من أكشاك تحصيل الرسوم. في كلتا الحالتين، كانت هذه هي المرة الأولى التي توفر فيها عملة تذكارية في خدمة السيارات.
في أواخر يناير 1937، أعلن لورانس إم. جيانيني، رئيس اللجنة المالية التي توزع العملات المعدنية، أن المبيعات ستنتهي في 15 فبراير، وأن العملات المعدنية المتبقية ستُعاد إلى دار سك العملة للاسترداد والصهر. بحلول هذا الوقت، توقفت المبيعات تمامًا. بيع ما مجموعه 71,369 نصف دولار؛ وارجع الباقي، 28,631 قطعة نقدية، إلى دار سك العملة وصهرت.
بحلول عام 1940، ظل سعر السوق لنصف الدولار في خليج بريدج عند 1.50 دولار. وارتفعت قيمتها تدريجيًا بعد ذلك، وفي ذروة طفرة العملات التذكارية في عام 1980، بيعت مقابل 240 دولارًا؛ في عام 1990، تراوحت أسعار السوق من 120 إلى 560 دولارًا، اعتمادًا على الحالة. تُدرج طبعة Mega Red من كتاب RS Yeoman 's A Guide Book of United States Coins، الذي نُشر في عام 2018، قطعةالجسر بسعر يتراوح بين 145 دولارًا و340 دولارًا، اعتمادًا على الحالة. بيعت عينة استثنائية بمبلغ 21850 دولارًا في عام 2004.
في عام 1986، احتفالًا بالذكرى 50 لإصدار عملة الجسر، وضع 1000 من نصف الدولار في حاملات تحمل توقيع شنيير، مرقمة، ومختومة في البلاستيك. كان هذا لتاجر العملات المعدنية؛ شراء العملات المعدنية في السوق المفتوحة ولم تكن من العملات المتبقية غير المباعة.